# Antonio Sabàto Jr.
Antonio Sabàto, Jr. (Róma, Olaszország, 1972. február 29. –) olasz-amerikai színész és modell. Olaszországban született, de az Egyesült Államokban nőtt fel, Sabato Calvin Klein modellként és a General Hospital című szappanoperában játszott szerepe révén vált ismertté. Majd az 1990-es és a 2000-es években televíziós sorozatokban és filmek játszott.

## Élete
Rómában, Olaszországban született. Yvonne Kabouchy, ingatlanügynök és Antonio Sabàto Sr. színész fiaként. Édesapja olasz, édesanyja pedig az egykori Csehszlovákiában született, a zsidó családban. Sabato 12 éves volt, amikor a család az Egyesült Államokba költözött, 1985-ben A Szent Bernard High Schoolba (Los Angeles, Kalifornia) járt, mielőtt a Beverly Hills High Schoolban folytatta volna tanulmányait. 1996-ban lett amerikai állampolgár.

## Pályafutása
Sabato Calvin Klein fehérnemű-modellként szerzett ismertséget. Szerepelt Janet Jackson Love Will Never Do (Without You) című dalához készült videóklipben is, a szintén egykori CK fehérnemű modell-lel Djimon Hounsouval, 1990-ben.
1992 és 1995 között a General Hospital című szappanoperában játszott, szerepelt a Föld 2 – A világűr Robinsonjai című sci-fi sorozatban és a Melrose Place című főműsoridős szappanoperában is. 2005-ben csatlakozott a Gazdagok és szépek című nagy sikerű szappanoperához mint Dante Damiano, majd 2006 októberében távozott a sorozatból.

## Magánélete
1992. május 16 és 1993 júliusa között Alicia Tully Jensen férje volt. Virginia Madsen színésznővel való kapcsolatából született egy fia: Jack Antonio (1994. augusztus 6.) Kristin Rossettivel (2001-2007) való kapcsolatából pedig egy lánya: Mina Bree (2002. augusztus 29.). 2011. január 19-én bejelentette, hogy barátnőjével Cheryl Marie Moana Nunes 2011 tavaszára várják Antonio Sabato Harvey III. nevű babájukat.

## Filmjei

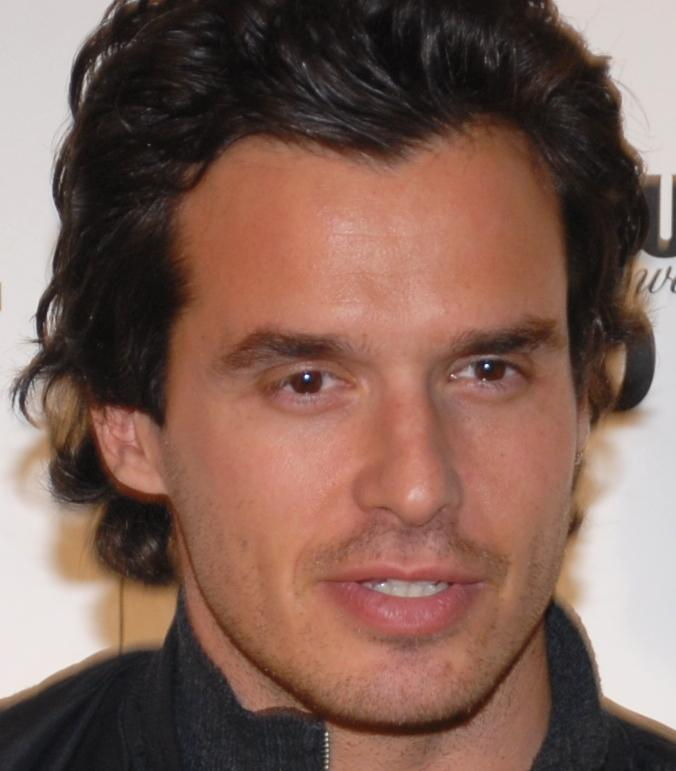
2007-ben

| Év              | Cím                                      | Eredeti cím                       | Szerep               |
| --------------- | ---------------------------------------- | --------------------------------- | -------------------- |
| 2009            | Az enyém leszel, Antonio!                |                                   | forgatókönyvíró      |
| 2007            | Egy tönkretett élet: A kamera előtt      | Reckless Behavior: Caught on Tape | Greg Vlasi           |
| 2007            | Gyilkos rajzás                           | Destination: Infestation          | Ethan Hart           |
| 2005            | Baljós égbolt                            | Deadly Skies                      | Donovan              |
| 2005            | Veszély az óceán felett                  | Crash Landing                     | Masters              |
| 2003            | Randi Jane-nel                           | See Jane Date                     | Timothy Rommelly     |
| 2003            | Űrrovarok                                | Bugs                              | Matt Pollack         |
| 2002            | Hajsza a felhők felett                   | Hyper Sonic                       | Grant Irvine         |
| 2002            | Száguldó halál                           | Seconds to Spare                  | Paul Blak            |
| 2001            | Szellemi párbaj                          | Mindstorm                         | Dan Oliver           |
| 2001            | Szörnyeteg a mélyből                     | Shark Hunter                      | Spencer Northcut     |
| 2000            | Függő játszma 2.: Az utolsó menet        | Final Ascent                      | David                |
| 2000            | Kommandóbázis 2.                         | The Base 2: Guilty as Charged     | John Murphy hadnagy  |
| 2000            | Rizikófaktor                             | The Chaos Factor                  | Jack Poynt           |
| 1999            | Hajótöröttek szigete                     | Tribe                             | Jack Osborne         |
| 1999            | Végzetes tévedés                         | Fatal Error                       | Nick Baldwin         |
| 1999            |                                          | Goosed                            | Dr. Steven Stevenson |
| 1998            | Robbanófejek                             | The Big Hit                       | Vince                |
| 1998            | Végzetes hajsza                          | The Perfect Getaway               | Randy Savino         |
| 1998            |                                          | Circles                           | Jeremy Bonner        |
| 1997            | Feszültségben                            | High Voltage                      |                      |
| 1996            | Egyszemélyes hadjárat (Véres vakáció)    | Code Name: Wolverine              | Harry Gordini        |
| 1996            | Halálbiztosítás - John Hawkins története | If Looks Could Kill               | John Hawkins         |
| 1996            | Rettegés a vidámparkban                  | Thrill                            | Jack Colson          |
| 1996            | A lány eltitkolt igazsága                |                                   |                      |
| 1994            | Föld 2 – A világűr Robinsonjai           | Earth 2                           | Alonzo Solace        |
| 1992–1994, 1995 | General Hospital                         | General Hospital                  | Jagger Cates         |
| 1993            | Miért pont az én lányom? Bűnbeesés       | Moment of Truth: Why My Daughter? | A.J. Treece          |
| 1987            | Gazdagok és szépek                       | The Bold and the Beautiful        | Dante Damiano        |

## Érdekességek
- Van egy Batman-es tetoválás a derekán.
- Gyűjti a Batman-es dolgokat.
- Szeret edzeni, ejtőernyőzni, motorozni, múzeumba és galériába menni.
- Nem iszik és nem dohányzik.
- A családja még mindig Rómában, Palermóban és Szardínián is él Olaszországban.
- Van két rendelésre készített Batman-es motorja.
- Van négy Valentino Rossi-s bukósisakja és egy Michael Schumacher-es.

## További információ
- Hivatalos oldal
- Antonio Sabàto Jr. a Facebookon
- Antonio Sabàto Jr. a PORT.hu-n (magyarul)
- Antonio Sabàto Jr. az Internet Movie Database-ben (angolul)
- Antonio Sabàto Jr. a Rotten Tomatoeson (angolul)